# Elater (djur)
Elater är ett släkte av skalbaggar som beskrevs av Carl von Linné 1758. Elater ingår i familjen knäppare.
Släktet innehåller bara arten Elater ferrugineus.